# نوكيا 6650
نوكيا 6650 هو أحد أجهزة نوكيا، شركة الهواتف والتقنية النقالة. يأتي هذا الجهاز مع شاشة نوعها 128 * 160 12-بت (4096) لون. تم إصدار هذا الجهاز في 2003. أما بالنسبة لوضعية إنتاجه الحالية فلم يعد يتم إنتاجه. تقنيته/تردده هي UMTS/GSM. جيل الجهاز هو DCT4. عامل الشكل (التصميم) للجهاز هو "قطعة حلوى.

## نوكيا 6651
نوكيا 6651 هو إصدار فرعي. يأتي هذا الجهاز مع شاشة نوعها 128 * 160 12-بت (4096) لون. تم إصدار هذا الجهاز في 2004. أما بالنسبة لوضعية إنتاجه الحالية فلم يعد يتم إنتاجه. تقنيته/تردده هي UMTS/GSM. جيل الجهاز هو DCT4. عامل الشكل (التصميم) للجهاز هو "قطعة حلوى.